# プロコピオス
カイサレイアのプロコピオス（Προκόπιος, ラテン文字転記：Procopios, 500年頃? - 562年以降?）は、6世紀の東ローマ帝国の歴史家・政治家。

## 出身と主な経歴
パレスティナのカイサレイアの出身。
プロコピオスはユスティニアヌス1世時代に活躍したベリサリウス将軍の秘書官兼法律顧問として対サーサーン朝戦争、ヴァンダル王国征服戦争、東ゴート王国征服戦争に従軍し、それらの記録を残した。

## 出自について
プロコピオスは東ローマ帝国において文武両官の高位を与えられてきた著名な家門プロコピア家（ローマ皇帝で後に「背教者」として知られるユリアヌスの母方の従兄プロコピウス（325年頃 - 366年。ウァレンス帝に対して反乱を起こして敗北、処刑）、子プロコピウス（365年 - 没年不明）、孫で422年から424年に東方軍区長官（magister militum per Orientem）を務めたプロコピウス、曾孫で西ローマ皇帝プロコピウス・アンテミウス（420年頃 - 472年）の4代直系とその子孫を輩出）に属する人物達と同じ名前を持っているが、後述する3つの著作以外、プロコピオスが家族など、私生活の面でどのような経緯を持つ人物だったかについては史料が無く、皆目見当がつかないというのが実情である。
因みに「プロコピウス（プロコピオス）」という名前に関係する人物で記録上最後に判明している人物は、プロコピオスの時代から約300年後の9世紀初めの東ローマ皇帝でニケフォロス朝の創始者ニケフォロス1世（760年 - 811年7月26日）の娘プロコピアで、ニケフォロス朝最後の皇帝でニケフォロス1世の娘婿ミカエル1世ランガベー（780年頃 - 844年1月11日）の妻となり、5人の子女を儲けている。「プロコピア」は「プロコピウス（プロコピオス）」の女性形となる。
プロコピオスの家系と皇帝ユリアヌスの母方従兄の家系4人、プロコピアの家系（ニケフォロス朝）それぞれが血縁・縁戚関係があるのか否かもはっきりせず、あったとしても続柄も不明である。

## 著作
著作は『戦史』(希: Υπερ των Πολεμων)、『建築について』(希: Περὶ Κτισμάτων)、『秘史』(希: Ἀπόκρυφη Ἱστορία)である。プロコピオスの文体は古代ギリシアのヘロドトスやトゥキュディデスのものを継承しており、東ローマ帝国初期の歴史書としては最高のものであると評価されている。
『戦史』全8巻は上記の戦いを記録したものである。『建築について』は、ハギア・ソフィア大聖堂再建などに見られるユスティニアヌスの建築活動を賛美したものである。『秘史』はその名の通り公開を前提としていたものではなく、もちろん生前には公開されていないプロコピオスの秘密ノートである。この『秘史』では、上記の2つの書物でユスティニアヌスの古代ローマ帝国復興や建築活動を賛美していたはずのプロコピオスが、ユスティニアヌス・テオドラ夫妻やベリサリウス・アントニナ夫妻の悪口やスキャンダルを書き連ねている。そのため、かつては別の人物の作品ではないかと思われていたが、研究の結果これもプロコピオスの手によるものだと確認されている。『秘史』は、市民の反乱を武力で平定し、専制君主制を強化したユスティニアヌス帝治下の知識人が置かれた、表立って皇帝を批判できない立場を反映していると言えるだろう。これによって当時の帝国とユスティニアヌス帝の実像を知る上で貴重な資料が遺されたのであるが、矛盾している部分もある。一例として、ベリサリウスが541年にサーサーン朝ペルシャとの戦いが行われていた東方へ到着し、幾つかの戦勝を収めたが、542年にコンスタンティノポリスへ再び召還されている。この撤退の理由は不明で、恐らくは将軍の背信行為の噂が宮廷に届いた為であるが、プロコピオスはこの出来事について『戦史』と『秘史』の双方で言及しているものの、正反対の説明をしていることが挙げられる。
なお、プロコピオスは著作の中で教会権力を主題とした『教会史』の執筆を仄めかしているが、現代に伝わっていないことから結局、執筆することなく執筆する前、或いは完成させる途上でプロコピオス自身が亡くなったと思われる。

## 書籍
- プロコピオス『秘史』、和田廣訳、京都大学学術出版会「西洋古典叢書」、2015年。ISBN 978-4-87698-914-0
- 橋川裕之・村田光司「プロコピオス『秘史』 -翻訳と註 (1)」『早稲田大学高等研究所紀要』第5号、早稲田大学高等研究所、2013年3月15日、81-108頁。
- 橋川裕之・村田光司「プロコピオス『秘史』 -翻訳と註 (2)」『早稲田大学高等研究所紀要』第6号、早稲田大学高等研究所、2014年3月15日、77-97頁。
- 橋川裕之・村田光司「プロコピオス『秘史』 -翻訳と註 (3)」『早稲田大学高等研究所紀要』第7号、早稲田大学高等研究所、2015年3月15日、41-70頁。